# Dominic Ott
Dominic Ott (26 maggio 2000) è uno sciatore alpino svizzero.

## Biografia
Sciatore polivalente attivo dal dicembre del 2016, Ott ha esordito in Coppa Europa il 18 febbraio 2021 a Meiringen/Hasliberg in slalom speciale, senza completare la prova; non ha debuttato in Coppa del Mondo e non ha preso parte a rassegne olimpiche o iridate.

## Palmarès

### Coppa Europa
- Miglior piazzamento in classifica generale: 15º nel 2025

### Campionati svizzeri
- 2 medaglie:
  - 1 argento (supergigante nel 2025)
  - 1 bronzo (discesa libera nel 2024)